# Wilhelm von Preußen

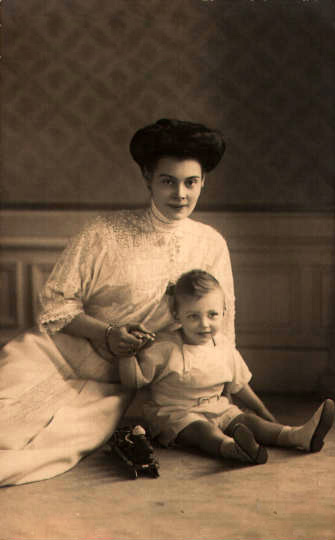
Książę Wilhelm z matką księżną Cecylią

Wilhelm Friedrich Franz Joseph Christian Olaf Prinz von Preußen (ur. 4 lipca 1906 w Poczdamie, zm. 26 maja 1940 w Nivelles) – książę Prus, członek rodu Hohenzollernów.

## Życiorys
Książę Wilhelm urodził się jako najstarsze dziecko Wilhelma (ostatniego następcy tronu Prus i Niemiec) i Cecylii z Meklemburgii-Schwerinu (1886–1954). Był wnukiem cesarza Wilhelma II i cesarzowej Augusty Wiktorii. Na dziesiąte urodziny otrzymał stopień porucznika 1 Pułku Piechoty Gwardii (niem. 1. Garde-Regiment zu Fuß) oraz Order Orła Czarnego. W 1918 roku po abdykacji cesarza Wilhelma II oraz ojca księcia Wilhelma uczęszczał wraz z bratem Ludwikem Ferdynandem do szkół publicznych w Poczdamie.
Od 1925 roku studiował nauki prawne na Uniwersytecie Albrechta w Królewcu, Uniwersytecie Ludwika i Maksymiliana w Monachium oraz Uniwersytecie w Bonn. Był członkiem kilku korporacji akademickich, w tym od 1926 roku korporacji Corps Borussia Bonn. Walczył w kilku pojedynkach, a w kilku był sekundantem. W 1926 roku mimo zakazu uczestniczył w ćwiczeniach Reichswehry (sił zbrojnych Republiki Weimarskiej), przez co stał się sprawcą politycznego skandalu. Szef Reichswehry gen. Hans von Seeckt, który udzielił księciu pozwolenia na uczestnictwo w manewrach, został zmuszony do ustąpienia.
Dnia 3 czerwca 1933 roku poślubił Dorotę von Salviati. Małżeństwo to zostało uznane za nierówne stanem. Wilhelm zrzekł się praw do korony i ewentualnego następstwa tronu na rzecz brata Ludwika Ferdynanda. Od 1935 roku mieszkał wraz z żoną i dwiema córkami na zamku w Klein Obisch (pol. Obiszówek) w pobliżu Głogowa. Po wybuchu II wojny światowej jako porucznik rezerwy 1 Dywizji Piechoty wziął udział w Kampanii francuskiej 1940 roku. Został ranny w bitwie pod Valenciennes 23 maja 1940 roku. Zmarł trzy dni później w szpitalu polowym, w belgijskim Nivelles.

## Dzieci
- Felicitas Cecilie Alexandrine Helene Dorothea Prinzessin von Preußen (ur. 7 czerwca 1934 w Bonn; zm. 1 sierpnia 2009 w Wohltorf)
- Christa Friederike Alexandrine Viktoria Prinzessin von Preußen (ur. 31 października 1936 w Klein Obisch)